# Кишня
Кишня — река в Рязанской области России. Устье реки находится в 598 км по левому берегу реки Оки. Длина реки составляет 33 км, площадь водосборного бассейна — 572 км².

## Данные водного реестра
По данным государственного водного реестра России относится к Окскому бассейновому округу, водохозяйственный участок реки — Ока от города Рязань до водомерного поста у села Копоново, без реки Проня, речной подбассейн реки — бассейны притоков Оки до впадения Мокши. Речной бассейн реки — Ока.
По данным геоинформационной системы водохозяйственного районирования территории РФ, подготовленной Федеральным агентством водных ресурсов:
- Код водного объекта в государственном водном реестре — 09010102212110000025850
- Код по гидрологической изученности (ГИ) — 110002585
- Код бассейна — 09.01.01.022
- Номер тома по ГИ — 10
- Выпуск по ГИ — 0

### Притоки (км от устья)
- 9,4 км: река Окша (Вакша) (лв)